# 리스 다비
리스 다비(영어: Rhys Darby, 1974년 3월 21일 ~ )는 뉴질랜드의 배우, 희극인이다.

## 출연 작품

### 영화
- 예스맨 (2008)
- 락앤롤 보트 (2009)
- 아더 크리스마스 (2011) - 목소리
- 뱀파이어에 관한 아주 특별한 다큐멘터리 (2014)
- 내 인생 특별한 숲속 여행 (2016)
- 트롤 (2016) - 목소리
- 쥬만지: 새로운 세계 (2017) - 나이절 역
  - 쥬만지: 넥스트 레벨 (2019)
- 건즈 아킴보 (2019)
- 100% 울프: 푸들이 될 순 없어 (2020) - 목소리
- Rise of the Teenage Mutant Ninja Turtles: The Movie (2022) - 목소리
- 넥스트 골 윈즈 (2023)

### 텔레비전
- 플라이트 오브 더 콩코즈 (2007-09)
- 제이크와 네버랜드 해적들 (2012) - 목소리
- 내가 그녀를 만났을 때 (2013)
- 모던 패밀리 (2014)
- 핫 인 클리블랜드 (2014)
- 밀러 가족 (2014)
- 라이프 인 피시즈 (2015)
- 엑스파일 (2016)
- 볼트론: 전설 속의 수호자 (2016-18)
- 레모니 스니켓의 위험한 대결 (2017)
- 프레시 오프 더 보트 (2017)
- 라이온 수호대 (2017) - 목소리
- 마일로 머피의 법칙 (2017) - 목소리
- 위 베어 베어스: 곰 브라더스 (2017) - 목소리
- 신기한 아파트 웨인 (2017) - 목소리
- 밥스 버거스 (2017-23) - 목소리
- Rise of the Teenage Mutant Ninja Turtles (2018) - 목소리
- 스카이랜더 아카데미 (2018) - 목소리
- 심슨 가족 (2018) - 목소리
- 프린세스 스타의 모험일기 (2018-19) - 목소리
- 빅 시티 그린 (2020) - 목소리
- 보스 베이비: 돌아온 보스 (2020) - 목소리
- 웰링턴 파라노말 (2021)
- 스위트 투스: 사슴뿔을 가진 소년 (2021)
- 퍼시픽 림: 어둠의 시간 (2022) - 목소리
- 우리의 깃발은 곧 죽음 (2022-현재)
- 네모바지 스폰지밥 (2023) - 목소리
- 키프 (2023) - 목소리

### 비디오 게임
- 하프라이프: 알릭스 - 목소리